# SK텔레콤 스타크래프트 II 프로리그 2015
SK텔레콤 스타크래프트 II 프로리그 2015(SK Telecom StarCraft II Proleague 2015)는 한국e스포츠협회가 주관하는 프로리그의 20번째 시즌이며 스타크래프트 II로 치러지는 프로리그의 4번째 시즌이다.

## 달라진 점
- 월드 챔피언십 시리즈와의 일정 조정에 따라 경기 일정이 월요일, 화요일 주 2회 경기로 변경되었다.
- 인크레더블 미라클의 스타크래프트 II 팀이 완전히 해체되어 더 이상 참가하지 않으며, 대신 스타테일이 요이 플래시 울브즈와 연합하여 참가한다.
- 통합포스트시즌의 방식도 지난시즌 1~4위끼리 토너먼트형태에서 스탭래더 형태로 변경됐다. (통합3위vs통합4위:준플레이오프->준플레이오프승자vs통합2위:플레이오프->플레이오프승자vs통합1위:결승전)
- 스타테일은 스베누의 네이밍스폰서로 인해 스타테일이 3라운드부터 스베누로 팀명을 변경하였다.

## 리그개요

### 리그 일정
- 전체 일정 : 2014년 12월 22일 ~ 2015년 10월 10일

1라운드 : 2014년 12월 22일 ~ 2015년 2월 4일

1라운드 플레이오프 : 2015년 2월 9일 ~ 2015년 2월 14일
결승전 : 2015년 10월 10일 롯데월드 가든스테이지

## 리그 결과
우승 : SK 텔레콤 T1 준우승 : 진에어 그린윙스
3위 : CJ 엔투스 4위 : KT 롤스터

## 리그 중계진

#### SPOTV GAMES
- 한국어
  - 캐스터 : 채민준
  - 해설 : 유대현, 고인규

- 영어
  - 캐스터:브랜든 발데즈(Brendan)
  - 해설:울프 슈뢰더(Wolf)

### 리그 공식맵
- 1라운드 : 세종과학기지, 데드윙, 까탈레나, 만발의 정원, 폭스트롯 랩, 회전목마
- 2라운드 : 세종과학기지, 데드윙, 바니 연구소, 만발의 정원, 조난지, 회전목마
- 3라운드 : 에코, 데드윙, 바니 연구소, 코다, 조난지, 캑터스 밸리
- 4라운드 : 에코, 테라폼, 바니 연구소, 코다, 철옹성, 캑터스 밸리

| KeSPA 프로리그                                                   | KeSPA 프로리그                                                   | KeSPA 프로리그                                                 |
| 이전 작품                                                        | 작품명                                                           | 다음 작품                                                      |
| ---------------------------------------------------------------- | ---------------------------------------------------------------- | -------------------------------------------------------------- |
| SK텔레콤 스타크래프트 II 프로리그 2014 (2013.12.29 ~ 2014.08.09) | SK텔레콤 스타크래프트 II 프로리그 2015 (2014.12.22 ~ 2015.10.10) | SK텔레콤 스타크래프트 II 프로리그 2016 (2016.2.1 ~ 2016.09.03) |